# Roussel de Bailleul
Roussel de Bailleul (Ursellus de Ballione em latim ou Roscelin ou Roskelin de Baieul;  chamado de Urselius por Ana Comnena) († 1077), também conhecido como Phrangopoulos (literalmente "filho de um franco"), foi um aventureiro (ou exilado) normando que viajou pelo Império Bizantino e foi ali empregado como soldado e líder militar pelo imperador Romano IV Diógenes (r. 1068 - 1071).

## História
Roussel era provavelmente um franco, mas certamente passou pela região dos normandos da Apúlia, na Itália, onde se assentou em Terra d'Otranto e serviu sob Rogério I da Sicília. De acordo com Geoffrey Malaterra, Roussel se distinguiu por sua bravura na Batalha de Cerami, na qual ele incitou o conde Rogério a perseguir os sarracenos que fugiam. A parte deste breve relato de Malaterra, a "Alexíada" de Ana Comnena é a principal fonte para a história de Roussel.
Ele esteve presente na Batalha de Manzicerta (1071), mas se recusou a entrar no combate, que se mostrou ser uma desastrosa derrota para os bizantinos. A despeito desta traição, ele se manteve à serviço imperial, que precisava de bons generais, e foi enviado à Ásia Menor novamente com uma força de 3 000 cavaleiros pesados franco-normandos. Lá Roussel conquistou algum território na Galácia e declarou-o um estado independente em 1073, autoproclamando-se príncipe e seguindo exemplo de seus compatriotas normandos no Mezzogiorno. Sua capital era Ancara, atual capital da Turquia. Ele derrotou o césar João Ducas e saqueou Crisópolis, perto de Constantinopla. Roussel chegou mesmo a apoiar um usurpador candidato ao trono, mas o imperador Miguel VII Ducas, ao ceder formalmente terras que os turcos seljúcidas já haviam conquistado de fato, persuadiu o líder militar seljúcida Tutuxe I a remover Roussel. Porém, o normando conseguiu fugir de seus captores e encontrou refúgio em Amaseia, onde a população local gostava tanto dele que o tornou governador. Ele só terminou sendo entregue pelo povo por um estratagema de Aleixo Comneno (1074), que era então um general e que seria futuramente imperador.
Em 1077, ele foi solto (após pagar um resgate) de sua prisão na capital imperial para liderar um batalhão contra o rebelde Nicéforo Botaniates. Ele o derrotou habilmente, mas então bancou o traidor e se juntou a ele. Desta vez, o imperador chamou novamente os seljúcidas e eles derrotaram e capturaram-no em Nicomédia. Ele foi entregue aos bizantinos e foi executado.
Não se sabe exatamente qual a relação que ele pode ter, se tinha alguma, com a Casa de Balliol. 